# Подграй
45°37′ пн. ш. 15°28′ сх. д. / 45.61° пн. ш. 15.47° сх. д.
Подграй (хорв. Podgraj) — населений пункт у Хорватії, у Карловацькій жупанії у складі міста Озаль.

## Населення
Населення за даними перепису 2011 року становило 113 осіб.
Динаміка чисельності населення поселення: